# Championnat des Pays-Bas de hockey sur gazon
Le Championnat des Pays-Bas de hockey sur gazon, actuellement connu sous le nom de Tulp Hoofdklasse Men pour des raisons de parrainage, est la première division masculine du hockey sur gazon aux Pays-Bas. La ligue se classe au troisième rang du classement de la ligue européenne.
La ligue a été créée en 1973, et avant que la ligue n'existe, les champions de plusieurs districts jouaient dans une poule de championnat pour déterminer le champion national.
Bloemendaal est le champion actuel, après avoir remporté la saison 2018-2019 en battant les champions en titre Kampong en finale du championnat. Amsterdam a le plus de titres avec 21 suivi de Bloemendaal avec 20.

## Format
La saison commence en août ou septembre de chaque année et est interrompue par la saison de hockey en salle de novembre à février. À partir de mars, la saison extérieure se poursuivra. La ligue est jouée par douze équipes qui s'affrontent deux fois et qui se disputent quatre places dans le championnat play-offs. Les numéros un et quatre et les numéros deux et trois s'affrontent en demi-finale et les vainqueurs se qualifient pour la finale où le vainqueur sera sacré champion. La dernière équipe classée est reléguée en deuxième division, la Promotieklasse. L'équipe classée onzième joue dans un barrage de relégation contre les finalistes de la Promotieklasse et l'équipe classée dixième joue un barrage de relégation contre la troisième place de la Promotieklasse. Les vainqueurs de ces matches joueront la saison prochaine dans la Hoofdklasse.

## Clubs
Pinoké

Amsterdam

### Hébergement et emplacements
| Équipe            | Location    | Province                | Accommodation               |
| ----------------- | ----------- | ----------------------- | --------------------------- |
| Bloemendaal       | Bloemendaal | Hollande-Septentrionale | Sportpark 't Kopje          |
| Kampong           | Utrecht     | Utrecht                 | De Klapperboom              |
| Rotterdam         | Rotterdam   | Hollande-Méridionale    | Sportpark Hazelaarweg       |
| Den Bosch         | Bois-le-Duc | Brabant-Septentrional   | Sportpark Oosterplas        |
| Pinoké            | Amsterdam   | Hollande-Septentrionale | Amsterdamse Bos             |
| HGC               | Wassenaar   | Hollande-Méridionale    | De Roggewoning              |
| Amsterdam         | Amsterdam   | Hollande-Septentrionale | Wagener Stadium             |
| Oranje-Rood       | Eindhoven   | Brabant-Septentrional   | Sportpark Aalsterweg        |
| Tilburg           | Tilbourg    | Brabant-Septentrional   | Sportpark Oude Warande      |
| Hurley            | Amsterdam   | Hollande-Septentrionale | Amsterdamse Bos             |
| Klein Zwitserland | La Haye     | Hollande-Méridionale    | Sportpark Klein Zwitserland |
| SCHC              | Bilthoven   | Utrecht                 | Sportpark Kees Broekelaan   |

## Liste des champions

### Champions nationaux (1897-1973)
| N° | Saison    | Champions           | Vice-champions      |
| -- | --------- | ------------------- | ------------------- |
| 1  | 1898-1899 | Haagsche HBC (1)    | Haarlemsche HBC (1) |
| 2  | 1899-1900 | Haarlemsche HBC (1) | Haagsche HBC (1)    |
| 3  | 1900-1901 | Haagsche HBC (2)    | Haarlemsche HBC (2) |
| 4  | 1902-1903 | Haarlemsche HBC (2) | HMHC (1)            |
| 5  | 1903-1904 | HMHC (1)            | Haarlemsche HBC (3) |
| 6  | 1904-1905 | Haarlemsche HBC (3) | HMHC (2)            |
| 7  | 1905-1906 | HMHC (2)            | Amsterdam (1)       |
| 8  | 1906-1907 | HVV (1)             | Amsterdam (2)       |
| 9  | 1907-1908 | ODIS (1)            | HVV (1)             |
| 10 | 1908-1909 | HVV (2)             | Amsterdam (3)       |
| 11 | 1909-1910 | De Musschen (1)     | HVV (2)             |
| 12 | 1910-1911 | De Musschen (2)     | HVV (3)             |
| 13 | 1911-1912 | De Musschen (3)     | TOGO (1)            |
| 14 | 1912-1913 | TOGO (1)            | De Musschen (1)     |
| 15 | 1913-1914 | TOGO (2)            | Hilversum (1)       |
| 16 | 1915-1916 | TOGO (3)            | HOC (1)             |
| 17 | 1916-1917 | TOGO (4)            | Amsterdam (4)       |
| 18 | 1917-1918 | TOGO (5)            | Bloemendaal (1)     |
| 19 | 1918-1919 | Bloemendaal (1)     | HDM (1)             |
| 20 | 1919-1920 | Bloemendaal (2)     | HOC (2)             |
| 21 | 1920-1921 | Bloemendaal (3)     | TOGO (2)            |
| 22 | 1921-1922 | Bloemendaal (4)     | Bloemendaal (2)     |
| 23 | 1922-1923 | Bloemendaal (5)     | HDM (2)             |

| N° | Saison    | Champions           | Vice-champions  |
| -- | --------- | ------------------- | --------------- |
| 24 | 1923-1924 | HDM (1)             | Bloemendaal (3) |
| 25 | 1924-1925 | Amsterdam (1)       | Bloemendaal (4) |
| 26 | 1925-1926 | Amsterdam (2)       | Deventer (1)    |
| 27 | 1926-1927 | Amsterdam (3)       | Deventer (2)    |
| 28 | 1927-1928 | Amsterdam (4)       | Deventer (3)    |
| 29 | 1928-1929 | Amsterdam (5)       | Deventer (4)    |
| 30 | 1929-1930 | HDM (2)             | Deventer (5)    |
| 31 | 1930-1931 | HDM (3)             | Deventer (6)    |
| 32 | 1931-1932 | Amsterdam (6)       | PW (1)          |
| 33 | 1932-1933 | Amsterdam (7)       | Deventer (7)    |
| 34 | 1933-1934 | Amsterdam (8)       | PW (2)          |
| 35 | 1934-1935 | HDM (4)             | Breda (1)       |
| 36 | 1935-1936 | HDM (5)             | PW (3)          |
| 37 | 1936-1937 | Amsterdam (9)       | Breda (2)       |
| 38 | 1937-1938 | BMHC (1)            | Breda (3)       |
| 39 | 1938-1939 | Venlo (1)           | Gooi (1)        |
| 40 | 1940-1941 | HDM (6)             | Venlo (1)       |
| 41 | 1941-1942 | HDM (7) & Venlo (2) | NC              |
| 42 | 1942-1943 | Venlo (3)           | HDM (3)         |
| 43 | 1943-1944 | Hilversum (1)       | PW (4)          |
| 44 | 1945-1946 | Venlo (4)           | HDM (4)         |
| 45 | 1947-1948 | HHIJC (1)           | Venlo (2)       |
| 46 | 1948-1949 | HHIJC (2)           | Venlo (3)       |

| N° | Saison    | Champions      | Vice-champions |
| -- | --------- | -------------- | -------------- |
| 47 | 1949-1950 | Venlo (5)      | HHIJC (1)      |
| 48 | 1950-1951 | HHIJC (3)      | Venlo (4)      |
| 49 | 1951-1952 | HHIJC (4)      | Venlo (5)      |
| 50 | 1952-1953 | Venlo (6)      | HHIJC (2)      |
| 51 | 1953-1954 | TOGO (6)       | Venlo (6)      |
| 52 | 1954-1955 | Venlo (7)      | HHIJC (3)      |
| 53 | 1955-1956 | Laren (1)      | DKS (1)        |
| 54 | 1956-1957 | TOGO (7)       | HTCC (1)       |
| 55 | 1957-1958 | DSHC (1)       | Venlo (7)      |
| 56 | 1958-1959 | SCHC (1)       | Venlo (8)      |
| 57 | 1959-1960 | Tilburg (1)    | Laren (1)      |
| 58 | 1960-1961 | Laren (2)      | Venlo (9)      |
| 59 | 1961-1962 | Amsterdam (10) | EMHC (1)       |
| 60 | 1963-1964 | Amsterdam (11) | PW (5)         |
| 61 | 1964-1965 | Amsterdam (12) | HTCC (2)       |
| 62 | 1965-1966 | Amsterdam (13) | Hattem (1)     |
| 63 | 1966-1967 | Venlo (8)      | Kampong (1)    |
| 64 | 1967-1968 | Kampong (1)    | HTCC (3)       |
| 65 | 1968-1969 | Laren (3)      | Venlo (10)     |
| 66 | 1969-1970 | Tilburg (2)    | HTCC (4)       |
| 67 | 1970-1971 | HTCC (1)       | HGC (1)        |
| 68 | 1971-1972 | Kampong (2)    | HHIJC (4)      |
| 69 | 1972-1973 | Kampong (3)    | HTCC (5)       |

### Ère Hoofdklasse (depuis 1973)
| Saison    | Champions             | Vice-champions        | Meilleur buteur                                                         | Buts |
| --------- | --------------------- | --------------------- | ----------------------------------------------------------------------- | ---- |
| 1973-1974 | Kampong (4)           | Amsterdam (5)         | Paul Litjens (Kampong) Patty Mundt (Hattem)                             | 20   |
| 1974-1975 | Amsterdam (14)        | Klein Zwitserland (1) | Paul Litjens (Kampong)                                                  | 28   |
| 1975-1976 | Kampong (5)           | Klein Zwitserland (1) | Paul Litjens (Kampong)                                                  | 28   |
| 1976-1977 | Klein Zwitserland (1) | Kampong (2)           | Paul Litjens (Kampong)                                                  | 18   |
| 1977-1978 | Klein Zwitserland (2) | HGC (2)               | Paul Litjens (Kampong)                                                  | 26   |
| 1978-1979 | Klein Zwitserland (3) | HGC (3)               | Paul Litjens (Kampong)                                                  | 24   |
| 1979-1980 | Klein Zwitserland (4) | Kampong (3)           | Paul Litjens (Kampong)                                                  | 38   |
| 1980-1981 | Klein Zwitserland (5) | HGC (4)               | V Ties Kruize (Klein Zwitserland)                                       | 57   |
| 1981-1982 | Klein Zwitserland (6) | Kampong (4)           | Ties Kruize (Klein Zwitserland)                                         | 42   |
| 1982-1983 | Klein Zwitserland (7) | Amsterdam (6)         | Ties Kruize (Klein Zwitserland) Hidde Kruize (Klein Zwitserland)        | 26   |
| 1983-1984 | Klein Zwitserland (8) | Amsterdam (7)         | Maarten van Grimbergen (Klein Zwitserland)                              | 25   |
| 1984-1985 | Kampong (6)           | Bloemendaal (5)       | Rick Volkers (Kampong)                                                  | 21   |
| 1985-1986 | Bloemendaal (6)       | Kampong (5)           | Patrick Faber (Amsterdam)                                               | 25   |
| 1986-1987 | Bloemendaal (7)       | HGC (5)               | Floris Jan Bovelander (Bloemendaal)                                     | 27   |
| 1987-1988 | Bloemendaal (8)       | HGC (6)               | Floris Jan Bovelander (Bloemendaal)                                     | 25   |
| 1988-1989 | Bloemendaal (9)       | Amsterdam (8)         | Floris Jan Bovelander (Bloemendaal)                                     | 36   |
| 1989-1990 | HGC (1)               | Kampong (6)           | Floris Jan Bovelander (Bloemendaal)                                     | 24   |
| 1990-1991 | Bloemendaal (10)      | HGC (7)               | Floris Jan Bovelander (Bloemendaal)                                     | 32   |
| 1991-1992 | HDM (8)               | Bloemendaal (6)       | Gijs Weterings (HGC)                                                    | 28   |
| 1992-1993 | Bloemendaal (11)      | HGC (8)               | Taco van den Honert (Amsterdam)                                         | 27   |
| 1993-1994 | Amsterdam (15)        | Bloemendaal (7)       | Floris Jan Bovelander (Bloemendaal)                                     | 28   |
| 1994-1995 | Amsterdam (16)        | HDM (5)               | Taco van den Honert (Amsterdam)                                         | 42   |
| 1995-1996 | HGC (2)               | Bloemendaal (8)       | Bram Lomans (HGC)                                                       | 26   |
| 1996-1997 | Amsterdam (17)        | Den Bosch (1)         | Bram Lomans (HGC)                                                       | 33   |
| 1997-1998 | Den Bosch (1)         | Amsterdam (9)         | Bram Lomans (HGC) Piet-Hein Geeris (Den Bosch) Richard de Snaijer (HDM) | 29   |
| 1998-1999 | Bloemendaal (12)      | Oranje Zwart (1)      | Bram Lomans (HGC)                                                       | 29   |
| 1999-2000 | Bloemendaal (13)      | Den Bosch (2)         | Paul Robert Lankhout (Kampong)                                          | 31   |
| 2000-2001 | Den Bosch (2)         | Oranje Zwart (2)      | Teun de Nooijer (Bloemendaal)                                           | 24   |
| 2001-2002 | Bloemendaal (14)      | Amsterdam (10)        | Sander Dreesmann (Klein Zwitserland)                                    | 24   |
| 2002-2003 | Amsterdam (18)        | Oranje Zwart (3)      | Taeke Taekema (Klein Zwitserland)                                       | 33   |
| 2003-2004 | Amsterdam (19)        | Bloemendaal (9)       | David Mathews (Amsterdam)                                               | 34   |
| 2004-2005 | Oranje Zwart (1)      | Bloemendaal (10)      | Roderick Weusthof (SCHC)                                                | 27   |
| 2005-2006 | Bloemendaal (15)      | Amsterdam (11)        | Roderick Weusthof (SCHC)                                                | 34   |
| 2006-2007 | Bloemendaal (16)      | HGC (9)               | Christopher Zeller (Bloemendaal)                                        | 47   |
| 2007-2008 | Bloemendaal (17)      | Amsterdam (12)        | Taeke Taekema (Amsterdam)                                               | 43   |
| 2008-2009 | Bloemendaal (18)      | Amsterdam (13)        | Roderick Weusthof (SCHC)                                                | 34   |
| 2009-2010 | Bloemendaal (19)      | HGC (10)              | Ashley Jackson (HGC)                                                    | 29   |
| 2010-2011 | Amsterdam (20)        | Bloemendaal (11)      | Taeke Taekema (Amsterdam)                                               | 27   |
| 2011-2012 | Amsterdam (21)        | Rotterdam (1)         | Roderick Weusthof (Rotterdam)                                           | 34   |
| 2012-2013 | Rotterdam (1)         | Oranje Zwart (4)      | Jeroen Hertzberger (Rotterdam)                                          | 26   |
| 2013-2014 | Oranje Zwart (2)      | Bloemendaal (12)      | Mink van der Weerden (Oranje Zwart)                                     | 36   |
| 2014-2015 | Oranje Zwart (3)      | Kampong (7)           | Justin Reid-Ross (Amsterdam)                                            | 34   |
| 2015-2016 | Oranje Zwart (4)      | Amsterdam (14)        | Gonzalo Peillat (HGC)                                                   | 33   |
| 2016-2017 | Kampong (7)           | Rotterdam (2)         | Jeroen Hertzberger (Rotterdam)                                          | 28   |
| 2017-2018 | Kampong (8)           | Amsterdam (15)        | Jeroen Hertzberger (Rotterdam)                                          | 28   |
| 2018-2019 | Bloemendaal (20)      | Kampong (8)           | Jeroen Hertzberger (Rotterdam)                                          | 23   |
| 2020-2021 | Bloemendaal (21)      | Kampong (9)           | Alexander Hendrickx (Pinoké)                                            | 21   |
| 2021-2022 | Bloemendaal           | Pinoké                | Alexander Hendrickx (Pinoké)                                            | 21   |
| 2022-2023 | Pinoké                | Bloemendaal           | Jeroen Hertzberger (Rotterdam)                                          | 36   |
| 2023-2024 | Kampong               | Rotterdam             | Jip Janssen (Kampong)                                                   | 24   |